# Шпак японський
Шпак японський (Agropsar philippensis) — вид горобцеподібних птахів родини шпакових (Sturnidae). Мешкає в Східній Азії.

## Опис
Довжина птаха становить 19 см. У самців голова і горло світло-кремові, щоки і скроні поцятковані коричневими плямами. Спина і крила чорні, нижня частина тіла тьмяно-кремова. У самиць голова і груди сірувато-коричневі, коричневі плями відсутні. Дзьоб і лапи чорні.

## Поширення і екологія
Японські шпаки гніздяться в північній Японії, на півдні Сахаліну та на Курильських островах до Ітурупа на півночі. Зимують на Тайвані, Філіппінах і на півночі Калімантану. Живуть в лісах, на полях, плантаціях і в парках.